# Limonia neoindigena
Limonia neoindigena là một loài ruồi trong họ Limoniidae. Chúng phân bố ở miền Cổ bắc.